# 가미호시카와역
가미호시카와역(일본어: 上星川駅)은 일본 가나가와현 요코하마시 호도가야구에 위치한 사가미 철도 본선의 역이다. 역 번호는 SO07이다.

## 역 구조
상대식 승강장 2면 2선의 지상역에서 교상 역사를 갖는다. 역사는 자유 통로를 겸하고 있다. 과거는 하행선 측에 대피선이 설치되어 있었다.
배리어 프리 대응 공사가 진행되고 있어 2007년 2월부터 2008년말경까지 열차와 승강장 틈새를 줄이고 승강장 개량 공사를 했다. 이에 따라, 역사에서 승강장 및 지상부를 연결하는 엘리베이터가 설치되었다. 또한, 2009년 6월부터 새로운 사인 시스템이 교체되었고, 대합실도 설치되어 있다.
역의 승강장 서쪽 근처를 도카이도 화물선의 고가교가 가로지르고 있지만 본 노선에는 역이 없고, 방음 쉘터로 뒤덮여 있어 주행하는 열차를 볼 수 없다. 또한, 역 구내에는 사가미 철도상 호시카와 보선구가 설치되어 가선 점검용 고소 작업차의 궤륙차가 배치되어 있다.

### 승강장
| 번호 | 노선 | 방향 | 행선                                        |
| ---- | ---- | ---- | ------------------------------------------- |
| 1    | 본선 | 하행 | 후타마타가와・야마토・에비나・쇼난다이 방면 |
| 2    | 본선 | 상행 | 요코하마 방면                               |

## 역 주변
역 주변은 가타비라 강이 흐르는 골짜기 밑에서 남북 모두 구릉 지대이다. 바로 북쪽에는 국도 제16호선이 지나고 있다. 국도를 넘어 북상하면 요코하마 국립 대학이나 JR 요코하마하자와역(화물역) 등이 이어진다. 남쪽은 상점가 등이 발달하였고 목욕탕이 많이 입지한다.

### 기타구치
- 국도 제16호선
- 요코하마 가미호시카와 우체국
- 요코하마 시립 호도가야 중학교
- 요코하마 시립 도키와다이 초등학교
- 요코하마 국립 대학

### 미나미구치
- 가타비라 강
- 모리야마 빌딩
- 가미호시카와 해수욕장
- 진가시타 계곡(도보 15분)
- 니시야 정수장・요코하마 수도 기념관(도보 25분)
- 요코하마 시립 사카모토 초등학교
- 세이가오카 교육 복지 전문학교

## 역사
현재의 교상역사가 되기 전에는 목조 역사를 가지고 있었다. 개찰구는 목조에서 대합실과 매점이 있고 손 소화물도 다루고 있었고 개찰을 나오면 구내 건널목이 있었다.
- 1926년 12월 1일: 가미나카 철도의 호시카와 역(초대)으로 영업 개시.
- 1927년 5월 31일: 당역 ~ 기타호도가야역(현, 호시카와 역)간 영업 개시, 중간역이 됨.
- 1933년 4월 1일: 가미호시카와역으로 역명 변경.
- 1972년 11월 22일: 교상 역사화.

## 인접역
| 사가미 철도 본선            | 사가미 철도 본선 | 사가미 철도 본선        |
| --------------------------- | ---------------- | ----------------------- |
| SO06 와다마치 요코하마 방면 | ■ 각역정차       | 니시야 SO08 에비나 방면 |